# Stefano Rodotà
(Stefano Rodotà)
Stefano Rodotà (Cosenza, 30 maggio 1933 – Roma, 23 giugno 2017) è stato un giurista e politico italiano.

## Biografia
Nato nel 1933 a Cosenza da genitori di San Benedetto Ullano, comune della minoranza arbëreshe di Calabria, discendente da una famiglia che ha annoverato, fra il XVII e il XVIII secolo, esponenti intellettuali e religiosi della cultura albanese in Italia.
Ha frequentato il liceo classico Bernardino Telesio nella città natale e successivamente l'Università degli Studi di Roma "La Sapienza", presso la quale si è laureato nel 1955 in Giurisprudenza, con una tesi assegnata da Emilio Betti. Dopo la laurea entrò a far parte della squadra di assistenti di Rosario Nicolò, che fu il suo maestro. Nel 1975-76 ha ricevuto una borsa di studio Fulbright presso l'Università di Stanford.
Era fratello dell'ingegnere Antonio Rodotà e padre della giornalista Maria Laura Rodotà, editorialista del Corriere della Sera. Nel 2008 gli è stata conferita la cittadinanza onoraria dalla città di Rossano. Stefano Rodotà è deceduto, dopo una battaglia durata cinque anni contro un tumore, a Roma, il 23 giugno 2017, all'età di 84 anni. Dopo l'esposizione del feretro nella Sala Aldo Moro, dentro Palazzo Montecitorio, i funerali in forma laica si sono tenuti il 26 giugno successivo presso l'Università degli studi di Roma "La Sapienza".

## Carriera politica

### Partito Radicale, PCI e PDS

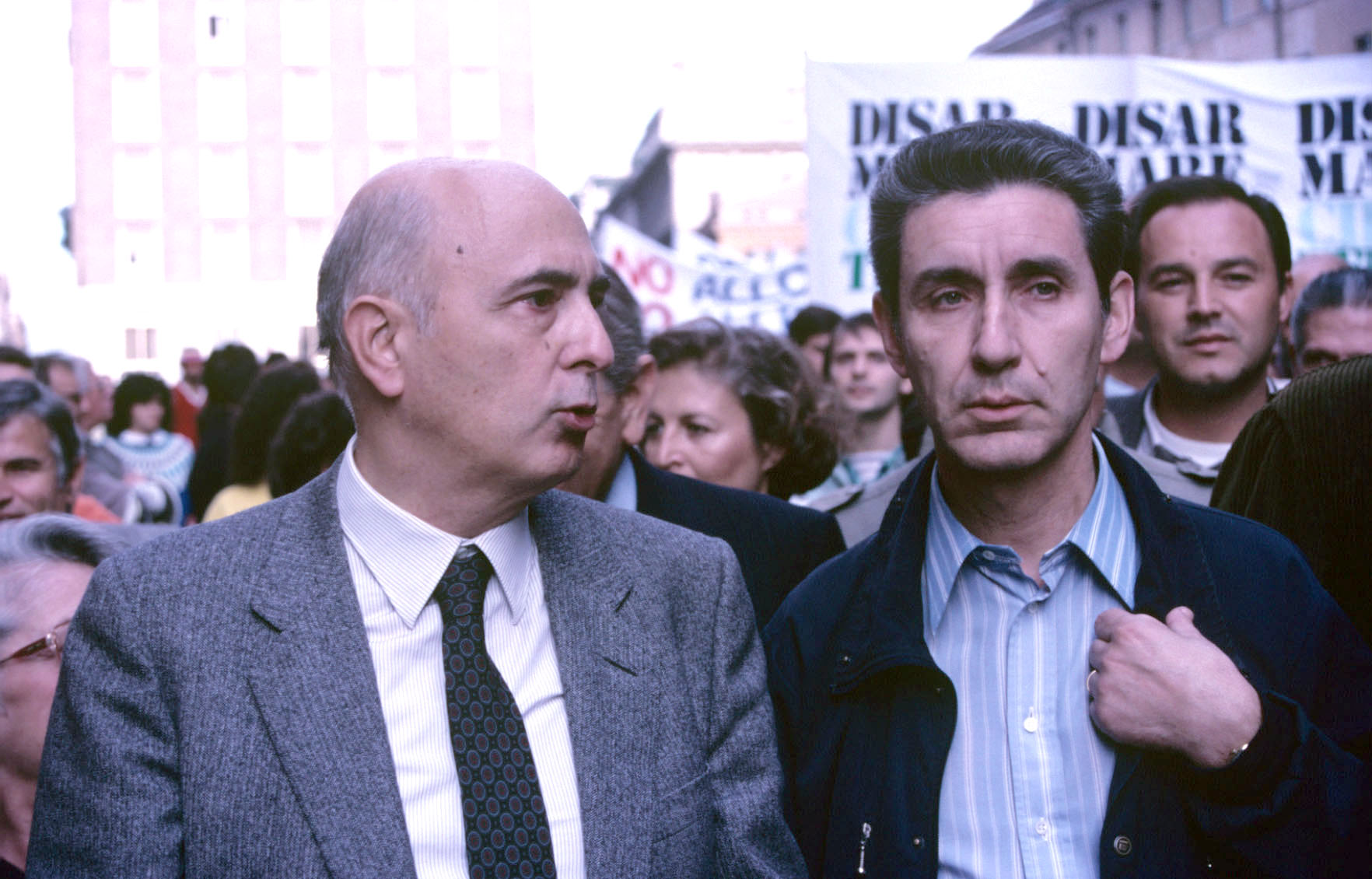
Rodotà con Giorgio Napolitano alla manifestazione per il disarmo a Roma, 25 ottobre 1986

Dopo essere stato iscritto al Partito Radicale di Mario Pannunzio, rifiuta nel 1976 e nel 1979 la candidatura nel Partito Radicale di Marco Pannella. È eletto deputato nel 1979 come indipendente nelle liste del Partito Comunista Italiano, diventando membro della Commissione Affari Costituzionali.
Rieletto per la seconda volta alla Camera dei deputati nelle politiche del 1983, diventa presidente del gruppo parlamentare della Sinistra Indipendente. Deputato per la terza volta nel 1987, viene confermato nella commissione Affari Costituzionali e fa parte della prima Commissione bicamerale per le riforme istituzionali.
Nel 1989 viene nominato nel governo ombra del Partito Comunista Italiano di Achille Occhetto, con l'incarico corrispondente a quello del Ministro della Giustizia, e successivamente, dopo il XX Congresso del partito comunista e la svolta della Bolognina, aderisce al Partito Democratico della Sinistra, del quale sarà il primo presidente del Consiglio nazionale, carica che ricoprirà fino al 1992.
Alle elezioni politiche del 1992 viene ricandidato alla Camera, venendo rieletto tra le file del PDS, viene eletto vicepresidente e fa parte della nuova Commissione Bicamerale per le riforme costituzionali.
A maggio del 1992, in qualità di vicepresidente della Camera, sostituisce il presidente Oscar Luigi Scalfaro alla presidenza del Parlamento convocato in seduta comune per l'elezione del presidente della Repubblica: Scalfaro, che prevedeva l'elezione al Quirinale, aveva infatti preferito lasciare lo scranno della presidenza. Alla successiva elezione del presidente della Camera è candidato dal suo partito alla presidenza della Camera dei deputati, ma è eletto al suo posto il compagno di partito Giorgio Napolitano. Nel 1994, al termine della legislatura durata solo due anni, Rodotà decide però di non ricandidarsi, preferendo tornare all'insegnamento universitario.
Nel 2007 presiede a una Commissione Ministeriale istituita al fine di dettare una nuova più moderna normativa del Codice Civile in materia di beni pubblici, la c.d. Commissione Rodotà. Questa commissione voluta da Mastella e presieduta dallo stesso Rodotà ha presentato un disegno di legge delega che non è mai stato discusso.
Nello stesso anno viene nominato dal Governo Prodi e dall'allora Ministro dell'Ambiente Alfonso Pecoraro Scanio Presidente della Commissione VIA (Valutazione di Impatto Ambientale) del Ministero dell'Ambiente, rinnovandone profondamente il modello e riavviandone i burocratici meccanismi di valutazione ed approvazione dei grandi progetti. Incarico che, tuttavia, lascia nei primi mesi del 2008.

### Carriera politica in Europa
Dal 1983 al 1994 è stato membro dell'Assemblea Parlamentare del Consiglio d'Europa. Sempre in sede europea partecipa alla scrittura della Carta dei diritti fondamentali dell'Unione europea.

### Bioetica istituzionale
È stato componente del "Gruppo di Consiglieri sulle Implicazioni Etiche delle Biotecnologie" (1992-1997) e del "Gruppo Europeo per l'Etica delle Scienze e delle Nuove Tecnologie" (1997-2005), entrambi presso la Commissione Europea. Tuttavia la sua autorevolezza bioetica, ampiamente riconosciuta a livello internazionale, non ha mai avuto eguale apprezzamento per un suo eventuale ingresso nel Comitato Nazionale per la Bioetica, a causa delle sue posizioni rigorosamente laiche, incentrate sui diritti di autodeterminazione, oltre che per le critiche da lui espresse riguardo alla natura giuridica di tale comitato, in quanto espressione non del pluralismo parlamentare, ma del governo.

### Garante della privacy
Dal 1997 al 2005 è stato il primo presidente del Garante per la protezione dei dati personali; dal 2000 al 2004 ha presieduto il "Gruppo Europeo sulla Protezione dei Dati" e inoltre la commissione scientifica dell'Agenzia europea dei diritti fondamentali (2007).

### Candidatura alla Presidenza della Repubblica
Rodotà è stato candidato dal Movimento 5 Stelle per l'elezione del Presidente della Repubblica Italiana del 2013 (dopo che lo ha proposto per la votazione in rete tra i suoi iscritti), ma venne votato solo da loro, da Sinistra Ecologia Libertà e da alcuni parlamentari del Partito Democratico che, alla fine, hanno preferito puntare su altre figure. Alla sesta votazione del 20 aprile 2013 è stato rieletto il presidente uscente Giorgio Napolitano con 738 voti, mentre Stefano Rodotà ottiene 217 voti.
In risposta ad alcune critiche del giurista alla conduzione dirigenziale del Movimento 5 Stelle, è stato definito da Beppe Grillo «ottuagenario miracolato dalla rete». In seguito, in un'intervista a LA7 Grillo si scusò spiegando che il termine se lo sarebbe dato ironicamente Rodotà stesso in una telefonata e che lui si sarebbe limitato a riportarlo sul suo blog ma in modo linguisticamente ambiguo.

### Attività riguardanti la comunicazione telematica
Nell'ambito del costituzionalismo digitale, il 29 novembre 2010 ha presentato all'Internet Governance Forum una proposta per portare in Commissione Affari Costituzionali l'adozione dell'articolo 21-bis, che recitava: "Tutti hanno eguale diritto di accedere alla rete internet, in condizione di parità, con modalità tecnologicamente adeguate e che rimuovano ogni ostacolo di ordine economico e sociale".
Nei confronti del mondo di internet Rodotà ha assunto posizioni di tipo libertario, implementando le sue idee sui media in diversi ambiti quali: Internet Governance Forum dell'Onu, all'UNESCO, al Parlamento europeo.
Nell'ottobre 2014 presiede la commissione parlamentare "Internet, bill of rights", incaricata di redigere i principi generali della comunicazione via Internet, come indirizzo per le leggi italiane in materia e come spunto nel dibattito internazionale.

## Carriera accademica
Ha insegnato nelle Università di Macerata, Genova e Roma, dove è stato professore ordinario di diritto civile e dove gli è stato conferito il titolo di professore emerito.
Ha insegnato in molte università europee, negli Stati Uniti d'America, in America Latina, Canada, Australia e India. È stato professore invitato presso l'All Souls College di Oxford e la Stanford School of Law. Ha insegnato presso la facoltà di giurisprudenza dell'Università Paris 1 Panthéon-Sorbonne e ha collaborato con il Collège de France. Ha ricevuto la laurea honoris causa dall'Università Michel de Montaigne Bordeaux 3 e dall'Università degli Studi di Macerata. È stato presidente del consiglio d'amministrazione dell'International University College of Turin. Ha fatto parte del comitato dei garanti del Centro Nexa su Internet e Società del Politecnico di Torino. Dal 2013 era titolare del corso di Bioetica presso la Scuola di studi superiori dell'Università degli Studi di Torino.
I suoi contributi maggiori sono stati soprattutto in diritto privato e civile, con uno sguardo forte al diritto costituzionale, nel rapporto tra i diritti costituzionali fondamentali e quelli relativi alle tecnologie dell'informazione, fino dagli anni della loro prima applicazione in Italia nell'ambito della Pubblica Amministrazione. Diversi studi del Rodotà si sono focalizzati sul tema della privacy delle informazioni digitalizzate dei cittadini.

## Altri incarichi e collaborazioni
Nel 1990 è stato eletto presidente dalla associazione internazionale Giuristi democratici .
È stato socio onorario dell'associazione Libera Uscita, che si occupa della depenalizzazione dell'eutanasia.
È stato Presidente della Fondazione Lelio e Lisli Basso e dal 2008 ha diretto, in qualità di Responsabile scientifico, il Festival del diritto di Piacenza.
In campo editoriale ha diretto 'Il diritto dell'agricoltura' e le riviste 'Politica del diritto' e 'Rivista critica del diritto privato'. Ha collaborato a diversi giornali e riviste, tra i quali Laboratorio politico, Il Mondo, Nord e Sud, Il Giorno, Panorama, il manifesto, l'Unità. Ha collaborato dalla fondazione con il quotidiano La Repubblica.

## Opere
Ha scritto e curato numerosi saggi, tradotti in inglese, francese, tedesco, spagnolo, portoghese. Fra questi:
- Il problema della responsabilità civile, Milano, Giuffrè, 1961; 1964.
- Le fonti di integrazione del contratto, Milano, Giuffrè, 1964; 1965; 1969.
- Il diritto privato nella società moderna (a cura di), Bologna, il Mulino, 1971; 1977.
- Elaboratori elettronici e controllo sociale, Bologna, il Mulino, 1973.
- Il controllo sociale delle attività private (a cura di), Bologna, il Mulino, 1977.
- Alla ricerca delle libertà, Bologna, il Mulino, 1978.
- Il terribile diritto. Studi sulla proprietà privata, Bologna, il Mulino, 1981; 1990. ISBN 88-15-02858-7.
- Repertorio di fine secolo, Roma-Bari, Laterza, 1992. ISBN 88-420-3913-6; 1999. ISBN 88-420-5859-9.
- Questioni di bioetica (a cura di), Roma-Bari, Laterza, 1993. ISBN 88-420-4304-4.
- Quale stato, Siena, Sisifo, 1994.
- Tecnologie e diritti, Bologna, il Mulino, 1995. ISBN 88-15-04855-3.
- Libertà e diritti in Italia. Dall'Unità ai giorni nostri, Roma, Donzelli, 1997. ISBN 88-7989-371-8.
- Tecnopolitica. La democrazia e le nuove tecnologie della comunicazione, Roma-Bari, Laterza, 1997. ISBN 88-420-5287-6; 2004. ISBN 88-420-7271-0.
- Intervista su privacy e libertà, Roma-Bari, Laterza, 2005. ISBN 88-420-7641-4.
- La vita e le regole. Tra diritto e non diritto, Milano, Feltrinelli, 2006. ISBN 88-07-10392-3; 2009. ISBN 978-88-07-72146-5.
- Ideologie e tecniche della riforma del diritto civile, Napoli, Editoriale scientifica, 2007. ISBN 978-88-95152-31-8.
- Dal soggetto alla persona, Napoli, Editoriale scientifica, 2007. ISBN 978-88-95152-54-7.
- Perché laico, Roma-Bari, Laterza, 2009. ISBN 978-88-420-8678-9; 2010. ISBN 978-88-420-9333-6.
- Che cos'è il corpo?, con CD, Roma, Sossella, 2010. ISBN 978-88-89829-63-9.
- Il nuovo habeas corpus: la persona costituzionalizzata e la sua autodeterminazione, in Trattato di biodiritto, I, Ambito e fonti del biodiritto, Milano, Giuffrè, 2010. ISBN 88-14-15909-2.
- Il corpo "giuridificato", in Trattato di biodiritto, Il governo del corpo, Milano, Giuffrè, 2011. ISBN 88-14-15902-5.
- Diritti e libertà nella storia d'Italia. Conquiste e conflitti 1861-2011, Roma, Donzelli, 2011. ISBN 978-88-6036-584-2.
- Elogio del moralismo, Roma-Bari, Laterza, 2011. ISBN 978-88-420-9889-8.
- Il diritto di avere diritti, Roma-Bari, Laterza, 2012. ISBN 978-88-420-9608-5.
- (presentazione di) Democrazia senza partiti, Roma, Edizioni di Comunità, 2013 ISBN 978-88-98220-01-4.
- La rivoluzione della dignità, Napoli, La scuola di Pitagora, 2013. ISBN 978-88-6542-008-9.
- Il mondo nella rete. Quali i diritti, quali i vincoli., Roma-Bari, Laterza, 2014. ISBN 978-88-581-1165-9.
- Solidarietà. Un'utopia necessaria, Roma-Bari, Laterza, 2014. ISBN 978-88-581-1472-8.
- Diritto d'amore, Roma-Bari, Laterza, 2016. ISBN 978-88-581-2124-5
- Diritto e giustizia: interroghiamo la Costituzione, introduzione di Franco Roberti, La scuola di Pitagora, 2015, ISBN 978-88-6542-433-9.
- Vivere la democrazia, Roma-Bari, Laterza, 2018. ISBN 978-88-581-3137-4.